# قو هاو
قو هاو (بالصينية: 郭皓) هو لاعب كرة قدم صيني، ولد في 14 يناير 1993 في تيانجين في الصين. لعب مع نادي تيانجين تيدا.

## وصلات خارجية
- قو هاو على موقع قاعدة بيانات كرة القدم.إي يو (الإنجليزية)
- قو هاو على موقع Soccerway.com (الإنجليزية)